# Lucyna Ćwierczakiewiczowa
Lucyna Ćwierczakiewiczowa (pron. [luˌʦɨna ʨfʲerʧakʲeviˌʧova]), conocida como Lucyna Ćwierciakiewiczowa (Varsovia, 17 de octubre de 1829-ib., 26 de febrero de 1901), fue una escritora y periodista polaca, autora de libros de cocina populares en la segunda mitad del siglo XIX.

## Biografía
Lucyna Ćwierczakiewiczowa fue llevada en su infancia a Varsovia, donde fue atendida por la familia aristocrática de von Bachman. En 1858 publicó su primer libro "Jedyne praktyczne przepisy wszelkich zapasów spiżarnianych oraz pieczenia ciast" (Compendio único y práctico de las recetas para todo tipo de pasteles caseros). Su trabajo, estaba basado en su propia experiencia culinaria. Publicó en el 1860 otro libro que se hizo muy popular en aquella época: 365 comidas por menos de 5 złoty.
En 1865 Lucyna comenzó su propia columna en el semanario de Bluszcz en el que se ocupaba de cocina y de las costumbres. Ella también colaboró con Kurier Warszawski, el periódico de Varsovia más notable de la época. En los años 1870 publicó varias guías sobre cocinar, la higiene y los arreglos florales.
Ella se hizo una de las escritoras más populares de su época en Polonia. Una muestra de ello es que antes del 1924 su primer libro de cocina fue publicado 23 veces, con más de 130 mil copias vendidas por todo el mundo. Debido a esto se hizo famosa pero fue también objeto de imitación por muchos autores “serios” del tiempo. Se cuenta que llegó a pesar más de 130 kilogramos.
Murió en Varsovia y fue enterrada en el Cementerio Evangélico Reformado.